# Església de Sant Jaume Apòstol (Oriola)
L'església de Sant Jaume Apòstol és un temple catòlic ubicat a la ciutat d'Oriola (Baix Segura, País Valencià), edificat al segle xv i amb reformes dels segles xvi i xviii. Consta d'una sola nau i capelles laterals entre contraforts; posseeix dues portades i una torre campanar. Va ser declarada Monument Nacional en 1933, amb la llei de 1985 Bé d'Interès Cultural.
Probablement és una de les parròquies més antigues d'Oriola, alguns autors assenyalen el seu origen en època visigoda. El lloc va ser ocupat per la mesquita d'un raval, després de la reconquesta es va edificar una església que segueix el model de gòtic mediterrani, una sola nau amb capelles entre contraforts i segurament amb un presbiteri recte. Durant el segle xvi l'església pateix una important ampliació per la capçalera, on es troben la capella major i la sagristia, dos elements que li donen un caràcter singular a l'església, aixecats en estil renaixentista.

## Exterior

### Portalades

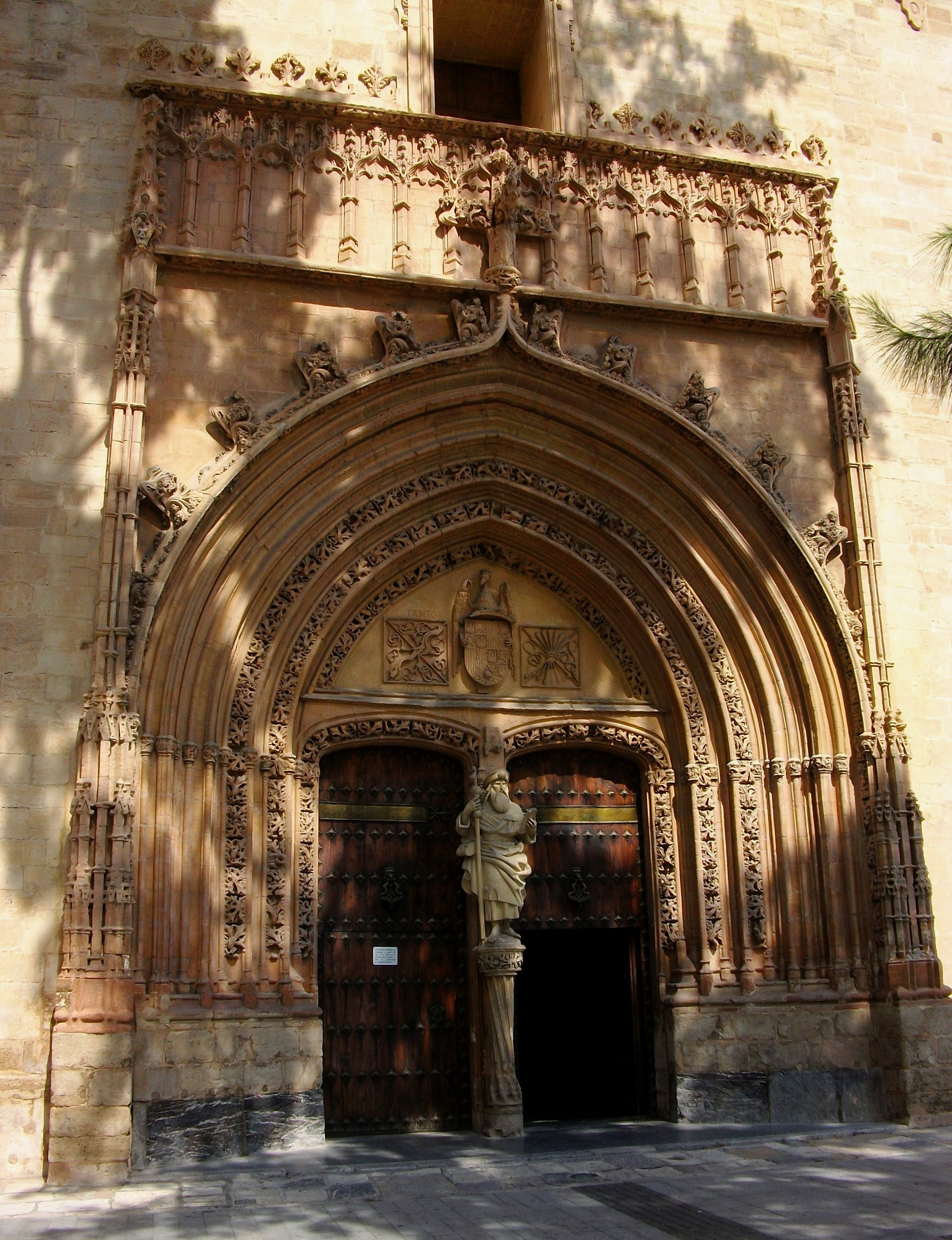
Façana Principal, d'estil gòtic.

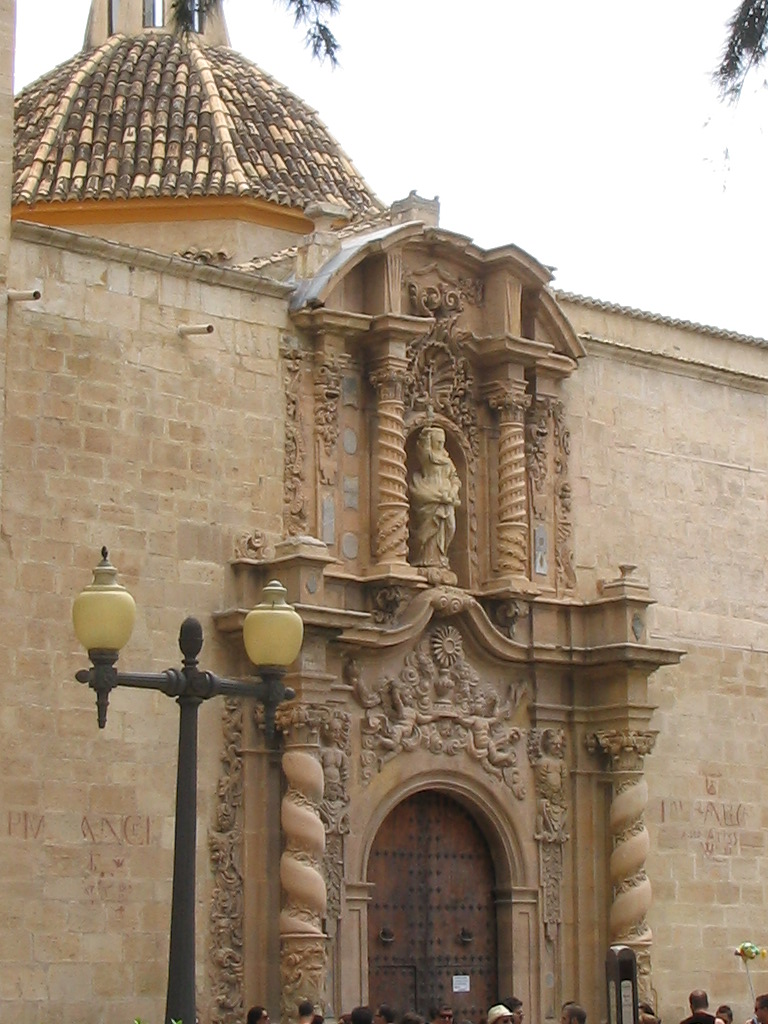
Portada lateral, d'estil barroc.

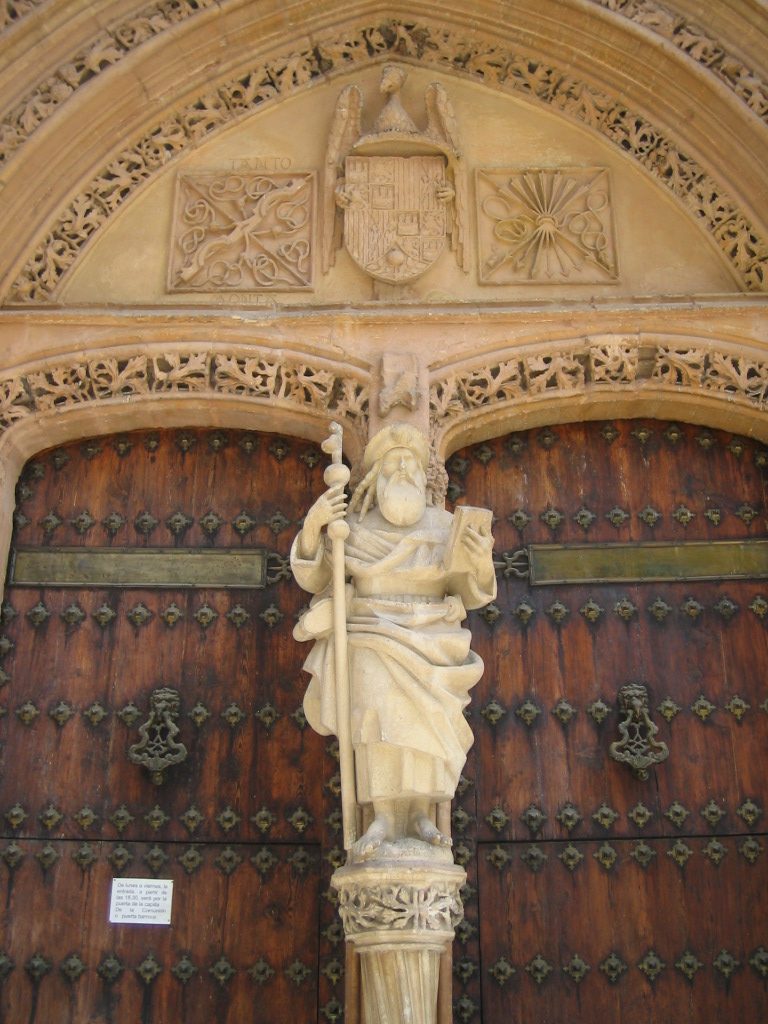
Escultura de Jaume Apòstol i l'escut dels Reis Catòlics sobre la portada principal.

La portada principal és obra d'estil gòtic isabelí o flamíger amb timpà i mainell, realitzada al segle xv. A través d'ella s'accedeix a la nau central de l'església. Les arquivoltes de la portada estan decorades amb motius vegetals i animals de manera molt profusa, creant la sensació de clarobscurs gràcies als buits a què dona a lloc aquesta decoració. Sobre el timpà campegen els escuts dels Reis Catòlics, i al mainell es troba decorat per una escultura de gran format del sant titular del temple. Aquesta escultura va ser destruïda en la Guerra civil i reconstruïda per Ferrand el 1941.
La portada lateral és d'estil barroc, del segle xviii, i va ser concebuda com retaule de dos cossos. Per mitjà d'ella s'accedeix a la capella de la Comunió, i la seua forma va influir en altres que es van construir posteriorment a la resta de la diòcesi d'Oriola-Alacant, com la del monestir de la Santa Faç. El seu cos superior se sosté de dos columnes salomòniques, i sobre ell es localitza l'estàtua de la fe, que sosté la custòdia amb els ulls embenats.

### Torre
De planta prismàtica, es compon de tres cossos. El superior, on s'ubica el campanar, registra elements del gòtic, i recull l'estil deixat per la torre de la catedral, que va ser model per a altres torres, com la de l'església de Sant Martí de Callosa de Segura. A diferència de la catedral, la torre s'integra plenament a la façana. Constitueix un dels millors campanars del País Valencià i posseeix a més una carraca de tenebres, un dels pocs exemplars que es conserven al país.

## Interior
La nau central ha patit diverses reformes, la més important al segle xviii en instal·lar-se un sòcol de marbre roig i negre que recorre la nau, i és possible que sota el marbre es trobe la seua estructura gòtica. Conté una volta gòtica realitzada amb tercelets, les claus estan decorades amb motius al·lusius a la ciutat i a la Corona d'Aragó a excepció de l'última, que posseeix la primera representació coneguda de la Mare de Déu de Montserrat, patrona d'Oriola.
Als peus de la nau s'obre al costat nord l'accés a la torre, mentre que al sud es localitza el de la capella de la Comunió. També als peus del temple es localitza la pila baptismal, obra realitzada en marbre roig al segle xviii. Del mateix material i estil és el púlpit, realitzat en diversos colors per l'arquitecte italià Bernardino Rippa.

### Capelles

#### Capella Major
La capella major de l'església, d'estil renaixentista i planta el·líptica, va ser dissenyada per Jerónimo Quijano, sent un dels exponents més elaborats del quefer d'aquest arquitecte. Començada el 1551, la seua construcció es va dilatar fins al 1577, any en el qual Joan Inglés, deixeble de Quijano, va concloure la volta. Una sèrie de problemes, van impedir, això no obstant, la conclusió definitiva fins a l'any 1603. Consta documentalment que Quijano donà dissenys per a la capella ja en data primerenca, al voltant de 1545, encara que les obres no s'emprengueren fins uns anys més tard. D'altra banda, Viciana, el 1563 al·ludeix aquesta obra en els següents termes agora se labra la capilla mayor de piedra, que por su hechura es havida por la más hermosa y mejor del reyno.
Juxtaposada a la nau longitudinal de la fi del segle xv, en la qual també es va operar a mitjans del segle xvi, la capella major s'erigeix quasi com un organisme autònom, de planta centralitzada, i aconsegueix un destacat protagonisme pel que fa a la resta del temple. Fa idea de la monumentalitat d'aquesta capella major no només la seua visió interna, també la que es pot gaudir des del vessant de la muntanya de sant Miquel, des d'on la seua allargada volumetria en pedra senyoreja sobre la resta del temple i edificis del voltant. El seu accés està concebut a manera d'arc de triomf romà, un poc desplaçat respecte a l'eix longitudinal del temple gòtic, de dos cossos, amb participació de columnes jòniques en el primer i compostes en el segon, obrint un gran arc que permet el pas visual a la capella i la concordança amb l'interior d'aquesta.
A la capella major s'observa una complexa lògica compositiva i estructural, en la qual és possible d'evocar el tipus rotonda romana però tractat a la manera hispànica poligonal. Ens trobem davant d'un dels exponents més originals de l'experimentalisme arquitectònic del moment, en el qual l'art del disseny, el dels tancaments en pedra tallada, aconsegueix una de les seues expressions més elaborades. De planta central quadrada, dilatada en dos costats amb exedres de moviment el·lipsoïdal i cantonades abatudes amb fornícules als angles, Quijano va concebre els enfronts de la capella a la manera clàssica, amb dobles columnes jòniques i arcs superposats a manera d'arquivoltes, no va descurar d'establir un poderós joc de clarobscur, amb profundes esquerdes de marcada plasticitat que allotja fornícules, petxines i frisos que prolonguen els vasos dels capitells o cercles refosos, detalls lèxics, alguns molt peculiars en tot el repertori de la seua obra, després perpetuat pels seus deixebles. Aquesta volta descentrada segueix els treballs que va començar Quijano a la catedral de Jaén amb Andrés de Vandelvira com arquitecte de la Diòcesi de Cartagena.
Però és en la seua complexa resolució de la volta d'aquesta capella major (realitzada pel seu deixeble Inglés ja en la segona meitat del segle) on Quijano va retre un generós tribut a l'experimentació amb l'art dels tancaments en pedra tallada. En la capella major es dona una combinació d'arquitectura amb la proporció, la geometria i el coneixement de l'estereotomia de la pedra. Paràfrasi compositiva que sembla evocar la romana volta fornix albertiana en concebre's, en realitat, com una gran petxina amb llanterna zenital (tancada en el segle xviii), per més que la seua forma no siga la rotonda, aquesta volta és al mateix temps, suma i compendi de diverses operacions estereotòmiques, una monumentalitzada capella creuada, d'una sòlida i abstracta vertebració estructural que volteja en l'espai la sòbria lògica de la planta, amb els seus quatre parells d'arcs entrellaçats revirats i creuats perpendicularment entre ells, o amb les complexes associacions de filades de dovelles (planes i còncaves), destaca al centre un espai per a una llanterna a manera de cúpula telescòpica.
La capella Major està presidida per un tabernacle realitzat en marbre de diversos colors i dissenyat per Bernardino Rippa. Està decorada amb un apostolat obra de Josep Puchol, igual que les imatges del tabernacle. El nínxol del mateix està decorat amb i rocalles realitzades en plata corlada. La seua part superior, també decorada amb policromia, està decorat arquitectònicament amb cassetons sortints.
Davant del presbiteri es localitza el cor tallat en fusta; a la seua esquena estan decorades amb marbre, seguint el disseny de Rippa. Sobre el mateix, a l'intradós de l'arc d'accés, pengen dos llums de plata del segle xviii, mitjançant dos perxes de fusta decorades al XVIII per José de Ganga i Ripoll.
En unes altres dependències de l'església com és el pas, d'àmbit rectangular, que comunica la capella major amb la sagristia, obra realitzada segurament per Joan Inglés en la segona meitat del segle, reapareix un llenguatge semblant de sòbries formes pètries interpretades a la romana, amb tram de canó i casquet hemisfèric prolongat amb petxines, en realitat una volta de quatre punts amb cassetons decreixents i puntes de diamant, discos de sòbries petxines als quatre punts, articulació amb ressaltades pilastres de capitell jònic a la manera dels divulgats per Cesariano i amb el característic collarí estriat.

#### Capella de la Comunió
D'estil neoclàssic, s'hi accedeix des dels peus del temple, a través d'una portada barroca. Va ser dotada en el segle xviii pel bisbe Juan Elías Gómez de Terán amb un retaule barroc de grans dimensions, i dedicat a Sant Francesc de Paula.
La capella és un espai centralitzat cobert amb una volta bufada sobre petxines decorades amb quatre llenços d'Antoni de Villanueva dedicats als sants pares (Sant Agustí, Sant Anselm, Sant Jeroni i Sant Gregori).

#### Capelles laterals
- Capella de la Sagrada Família: té un conjunt de la Sagrada Família, obra realitzada en 1765 per Francisco Salzillo, així com els sants Dominics, obra del mateix autor a 1755.

Capella d'origen gòtic tardà, es poden observar restes en el lateral esquerre. Va ser amplida i reformada en el segle xviii, rebaixant els arcs gòtic que ara es fan de mig punt, i cobrint la volta amb una altra de mig caní amb llunetes. Disposa d'un retaule barroc amb decoració rococó tallat per Ignasi Castell l'any 1766 i daurat per Francesc Santacruz dos anys després. En la seua fornícula i sobre el basament se situa el grup escultòric de la Sagrada Família i les imatges de sant Lluís Bertarn i sant Vicent Ferrer, obres que Francisco Salzillo va realitzar entre 17765 i 1775. Les pintures de la volta, parcialment ecuperades i restaurades, són de l'any 1778 i s'atribueixen a Pedro Núñez.
- Capella de la Immaculada: destaca una imatge d'Esteve Bonet, del segle xviii, i un conjunt de la Sagrada Família de la Verge, composta de Santa Anna, Sant Joaquim i la Verge nena, de la mateixa època i realitzat per Ignasi Castell.
- Capella de la Mare de Déu dels Dolors: s'obre en el costat de l'Evangeli de la nau central, i anteriorment va ser la capella de la Immaculada. És d'estil neoclàssic, i va ser realitzada en marbre. Posseeix un retaule daurat, decorat per set llenços d'Antoni Llopis, en el seu àtic es localitza un llenç de la Sant Sopar de Crist, tot obra del xviii. També es troba a la capella un llenç d'Antoni Villanueva, dedicat a la Sagrada Família.
- Capella del Crist del Consol: situada als peus de la capella dels Dolors, denominació que va tenir amb anterioritat. Va ser obra de José Puchol Rubio al segle xviii.

### Sagristia
La sagristia es va començar a construir el 1545, probablement amb dissenys de Quijano, encara que el mestre d'obra de la sagristia fóra el picapedrer Julián Alamíquez, arquitecte molt vinculat al cercle de Quijano, generalment encarregat de portar a la pràctica els dissenys del mestre.
Adossada a un costat de l'església, la sagristia resumeix a la perfecció l'assumpció del llenguatge clàssic al dels dissenys i art de tallar la pedra. Es tracta d'un espai de planta octogonal al qual s'accedeix a través de la capella major, alçat articulat molt primerencament amb el sintagma arc i pilar, pilastra i entaulament, cúpula vuitavada de calota amb cassetons i petxina oberta amb llanterna. Aquesta en realitat, microarquitectura de la sagristia (sis metres de diàmetre) constitueix una peculiar experimentació del tipus centralitzat romà per excel·lència (el panteó de Roma), subministrada potser per les formulacions d'Alberti al voltant de la volta fornix, però resolta amb els recursos tecnològics constructius propis de la pedra tallada hispana. El "vuitavat igual per dovelles", les filades del qual -set- d'acurat especejament i patronatge no eludeixen una elegant articulació de cassetons, ranures de la petxina o garnalda amb fruits de voluminosa talla, contribueix a extraure un vibrant contrast de llums i ombres que irradia des de la llanterna, efectes lluminosos que Quijano ja havia experimentat a la capella de los Junterones de la catedral murciana o a la capçalera de l'església de Chinchilla.
La portalada de la sagristia, amb columnes d'un lliure ordre compost, fust estriat amb terç inferior decorat amb relleus i pilastres reculades, característics entaulaments ressaltats, cornisa corbada que allotja una pexina i coronaments decoratius de xiquets i calze amb fruits, resol la seua disposició obliqua respecte al pla de la sagristia amb una porta allindanada de marcat esbiaix.
Està decorada amb mobiliari barroc del segle xviii, daurat i decorat amb motius vegetals i rocalles. En el seu centre es troba la imatge de Crist Crucificat, obra del segle xviii de Josep Esteve Bonet.

### Orgue

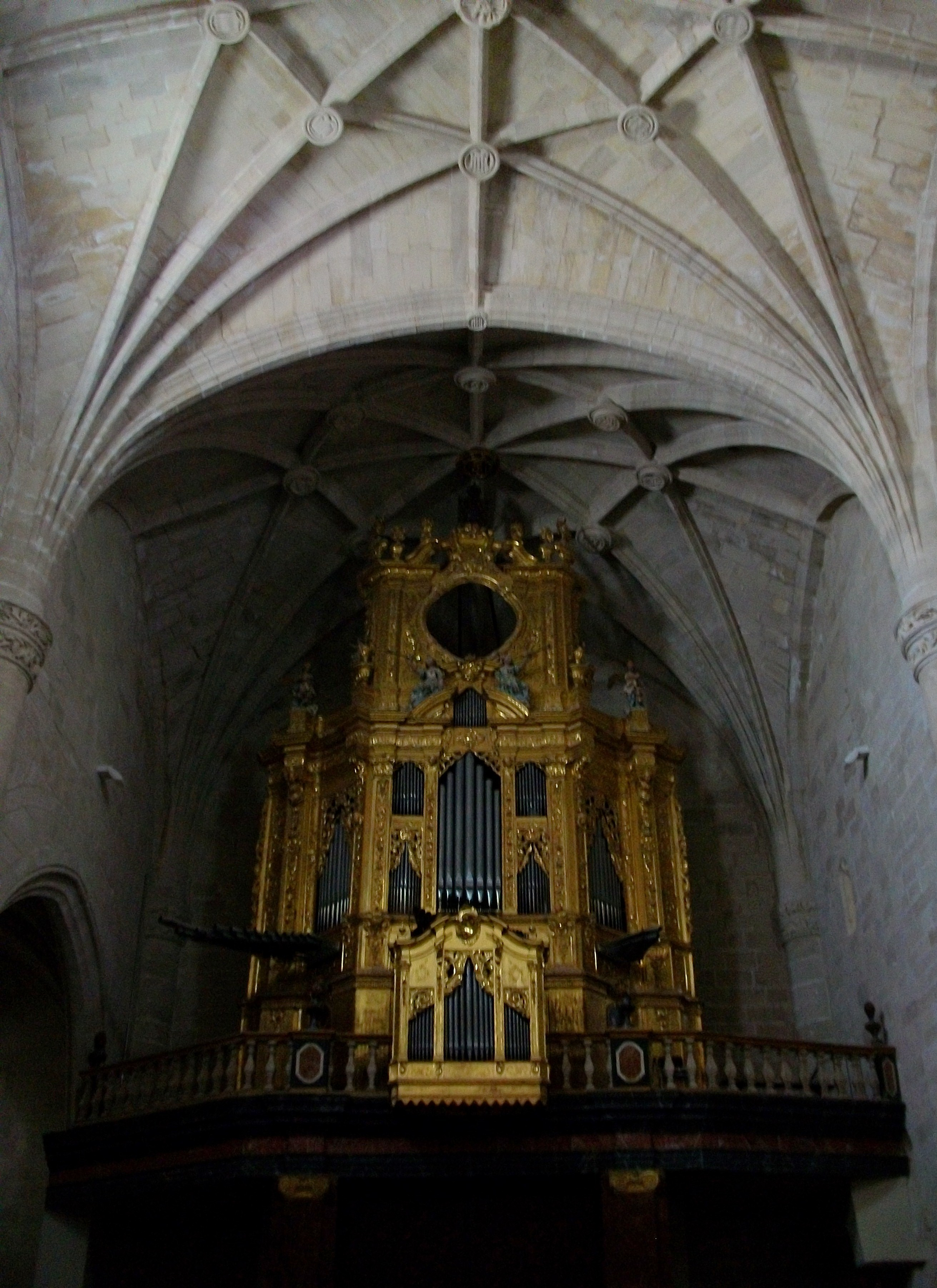
Orgue

L'orgue de l'església és d'estil barroc, alternant pintura i escultura, aquesta daurada. A la part superior es localitza un oval que recorda l'estil dels centreeuropeus, i que deixava passar la llum a través d'un finestral que hi ha a la part posterior, que pretenia ampliar la llum a la capella de la Immaculada, situada davant l'òrgan. Posseeix dues portes amb taules dedicades a Santa Cecília i altres sants músics.

### Col·lecció pictòrica
El temple posseeix una àmplia col·lecció de pintura que decora el seu interior, amb obres de l'escola de Vicent López, d'Antoni Villanueva i altres, que abasta en la cronologia des del segle xvii fins al xix. Al seu torn posseeix una important col·lecció d'orfebreria amb peces des del gòtic fins al segle xix, destacant el calze Magne regalat per l'Orde de Sant Jaume, el calze del Rei regalat per Felip III el 1603, la custòdia gran, obra del segle xviii, i el templet de la custòdia processional, obra neogòtica.